# Oshawa Generals
Oshawa Generals je kanadský juniorský klub ledního hokeje, který sídlí v Oshawě v provincii Ontario. Od roku 1937 působí v juniorské soutěži Ontario Hockey League (dříve Ontario Hockey Association). Své domácí zápasy odehrává v hale Tribute Communities Centre s kapacitou 5 180 diváků. Klubové barvy jsou červená, modrá a bílá.
Nejznámější hráči, kteří prošli týmem, byli např.: Eric Lindros, Jason Arnott, Michal Neuvirth, Nathan Horton, John Tavares, Marc Savard, Jan Benda, Jan Snopek, Jakub Kovář, Rick Lanz, Brian McGrattan, Alex Delvecchio, Dave Andreychuk, Peter Sullivan, Vladimír Škoda, Robert Kousal, Jim Paek, Danny O'Shea nebo David Bauer.

## Úspěchy
- Vítěz Memorial Cupu ( 5× )
  - 1939, 1940, 1944, 1990, 2015
- Vítěz OHA / OHL ( 13× )
  - 1937/38, 1938/39, 1939/40, 1940/41, 1941/42, 1942/43, 1943/44, 1965/66, 1982/83, 1986/87, 1989/90, 1996/97, 2014/15

## Přehled ligové účasti
Zdroj: 
- 1942–1943: Ontario Hockey Association
- 1943–1944: Ontario Hockey Association (Skupina 1)
- 1944–1953: Ontario Hockey Association
- 1953–1962: bez soutěže
- 1962–1963: Ontario Hockey Association (Divize Metro Junior A)
- 1963–1975: Ontario Hockey Association
- 1975–1980: Ontario Hockey Association (Leydenova divize)
- 1980–1994: Ontario Hockey League (Leydenova divize)
- 1994– : Ontario Hockey League (Východní divize)